# Кукія (Іран)
Кукія (перс. کوکیا) — село в Ірані, входить до складу дехестану Південний Барандузчай у Центральному бахші шахрестану Урмія провінції Західний Азербайджан.